# Ariane Hingst
Ariane Hingst (Berlín Oeste, Alemania Federal, 25 de julio de 1979) es una futbolista alemana, se desempeña como defensa o centrocampista defensivo. Actualmente juega en el Newcastle Jets de Australia y es la tercera futbolista con más participaciones en la selección femenina de fútbol de Alemania.

## Biografía

### Carrera en clubes
Afiliándose al Hertha Zehlendorf con 15 años, Hingst debutaría con la selección en 1996. Para 1997, Hingst se unió al recién ascendido Turbine Potsdam. Con dicho club, Hingst ganó dos Bundesligas, una Copa de la UEFA y tres consecutivas copas de Alemania.
En 2007, Hingst fichó por el Djurgårdens IF de Suecia, donde jugó dos años y quedó subcampeona de liga en las dos temporadas. En 2009 regresaría a Alemania para jugar en el 1. FFC Frankfurt. En 2011 emigró a Australia para jugar en los Newcastle Jets.

### Carrera internacional
Hingst debutaría con la selección femenina de fútbol de Alemania en agosto de 1996 contra Países Bajos. En la Copa Mundial Femenina de FSútbol de 1999, Hingst era la jugadora más joven de su equipo. Ella también participó en los Juegos Olímpicos de Sídney 2000.
Hingst también disputaría la Eurocopa Femenina 2001, la Copa Mundial Femenina de Fútbol de 2003, los Juegos Olímpicos de Atenas 2004 y la Eurocopa Femenina 2005. En la Copa Mundial Femenina de Fútbol de 2007, Hingst formó parte de la histórica selección germana femenina que ganó el torneo sin conceder ningún gol, junto a sus compañeras de defensa Kerstin Stegemann, Annike Krahn y Linda Bresonik.
Hingst participaría en los Juegos Olímpicos de Pekín 2008 y la Copa Mundial Femenina de Fútbol de 2011. Tras dicho torneo, Hingst anunció su retirada de la selección, contaba entonces con 173 apariciones y era la tercera jugadora con más partidos disputados de la historia de su selección.

## Clubes
| Club                   | País      | Año         |
| ---------------------- | --------- | ----------- |
| Hertha Zehlendorf      | Alemania  | 1994 - 1997 |
| 1. FFC Turbine Potsdam | Alemania  | 1997 - 2007 |
| Djurgårdens IF         | Suecia    | 2007 - 2008 |
| 1. FFC Frankfurt       | Alemania  | 2009 - 2011 |
| Newcastle Jets         | Australia | 2011 -      |